# Aktiebolaget Gas-Accumulator
Aktiebolaget Gas-Accumulator (AGA) is een Zweedse onderneming die sinds 2000 deel uitmaakt van de Linde Group.
AGA werd in 1904 opgericht door de Gustaf Dalén door een kleine fabriek in Stockholm over te nemen die uit carbid het gas acetyleen produceerde. Acetyleen is onder meer geschikt voor gebruik in gasverlichting. In 1912 won Dalén de Nobelprijs voor de Natuurkunde en in hetzelfde jaar bouwde hij een moderne fabriek in Lidingö.
In Nederland werd de onderneming sinds 1907 vertegenwoordigd door Koopman & Co in Amsterdam. Voor AGA was Nederland als markt van belang als scheepsnatie en als koloniale macht. In 1917 vestigde AGA zich in Nederland met de oprichting van de Nederlandsche Gasaccumulator Maatschappij NV in Amsterdam door ondernemers die afkomstig waren uit Koopman & Co. In 1918 werd een moderne fabriek in Duivendrecht gebouwd. In de decennia erna ontwikkelde de Nederlandse tak zich met diverse uitbreidingen, fabrieken en vulstations.
Tijdens een ontploffing in 1912 werd Dalén blind. Terwijl hij herstelde van zijn verwondingen, merkte hij hoe omslachtig zijn vrouw het eten bereidde. Dit bracht hem op het idee om een fornuis te ontwikkelen dat sinds het einde van de jaren dertig internationaal verkocht werd. De Zweedse multinational produceerde mettertijd fornuizen, gaslampen voor vuurtorens, signaalsystemen en binnenverlichting voor treinen en trams, straat- en vliegveldverlichting, zendsystemen voor de zeevaart, meetapparaten, radiatoren, radio's, televisies en auto's.
In de jaren zeventig concentreerde het bedrijf zich weer meer op de oorspronkelijke kerntaken en werd de radio- en televisietak verkocht aan Philips. In 1980 werd ook de medisch-technische divisie verkocht en werd de machine- en instrumentenbouw ondergebracht in het bedrijf Pharos waarvan de aandelen twee jaar later verkocht werden.
Sinds 2000 maakt AGA deel uit van The Linde Group en richt het zich onder de bedrijfsnaam AGA Gas AB vooral nog op industrieel gas voor toepassing in de medische, koeltechnische en voedingsmiddelenindustrie.
Bij het bedrijf werken 650 mensen. De fabriekshallen staan nog steeds in Lidingö en het hoofdkantoor bevindt zich Sundbyberg nabij Stockholm. In Emmen is het AGA Museum gewijd aan de Zweedse multinational.

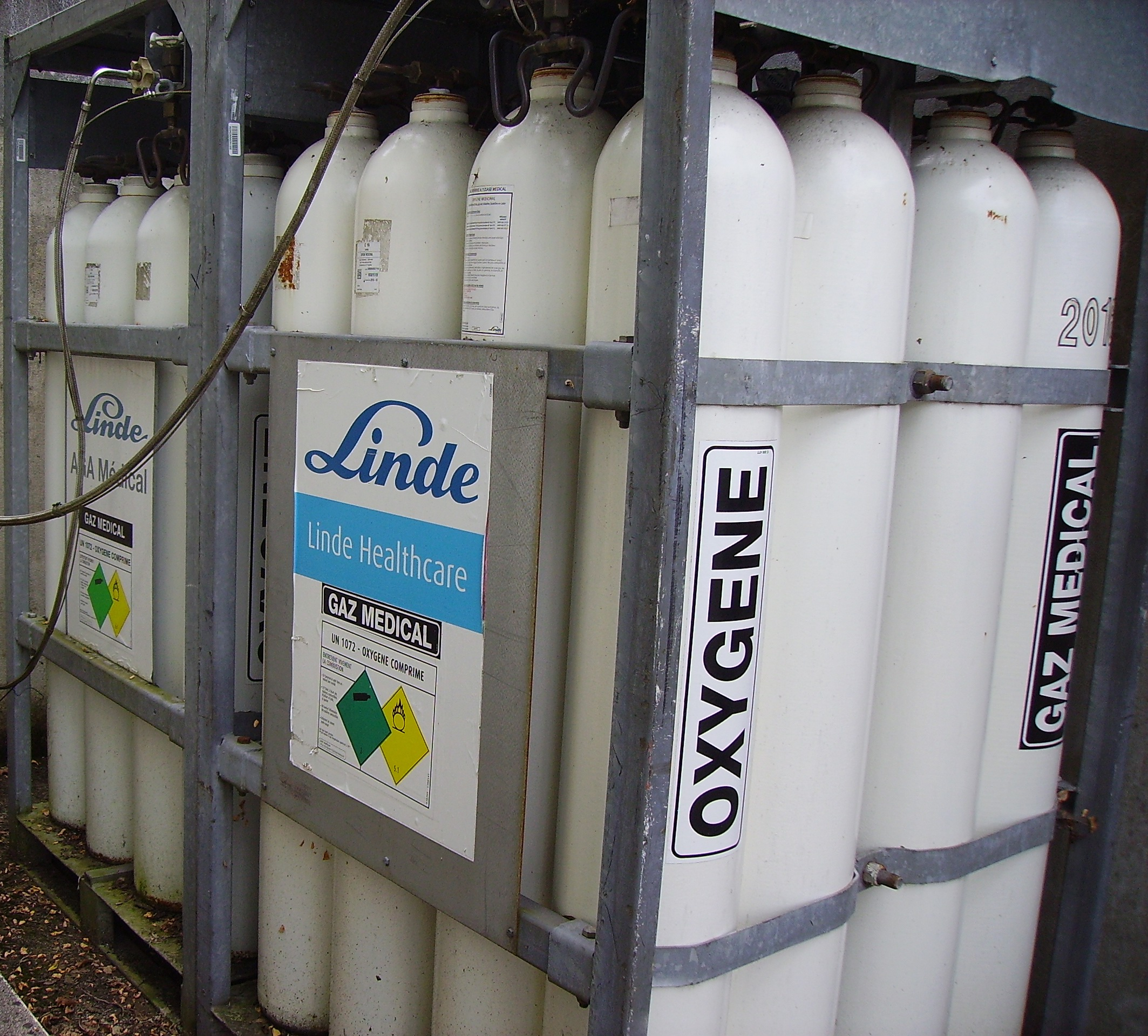
Zuurstof voor medische toepassing
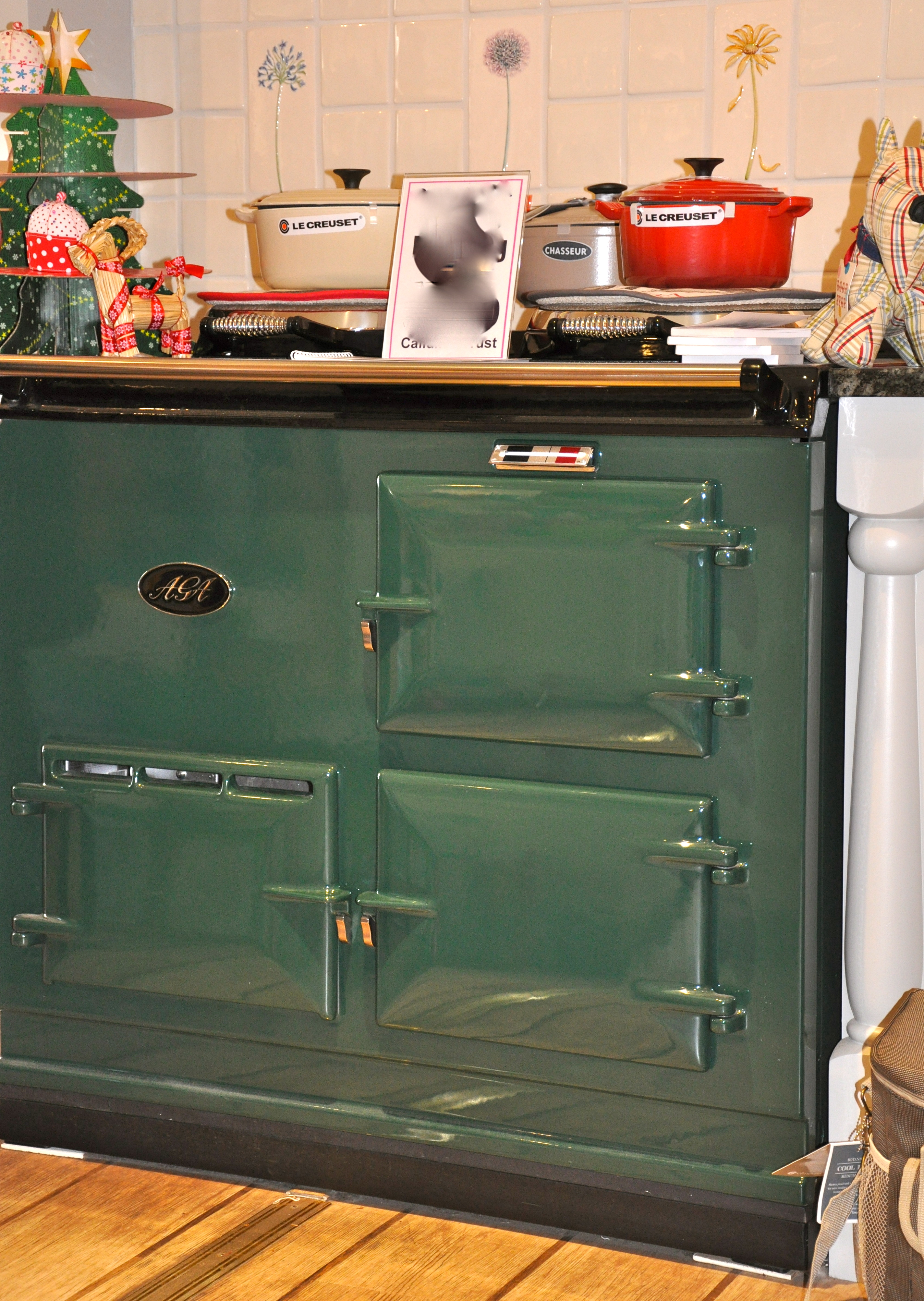
AGA-Fornuis
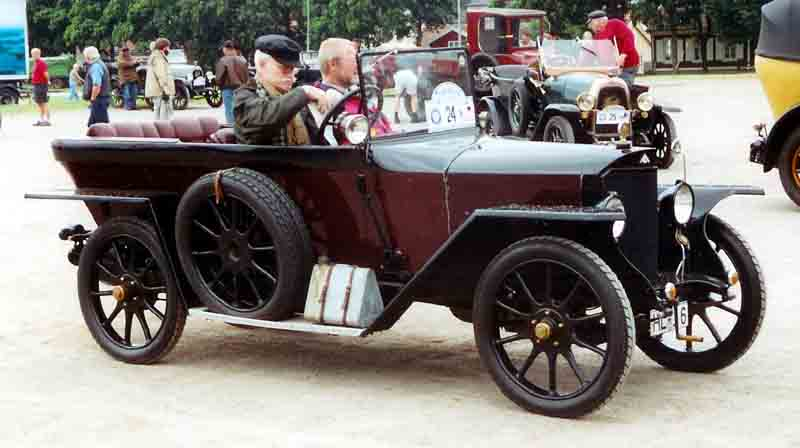
AGA-auto van Duitse makelij